# نیروگاه هسته‌ای کرومل
نیروگاه هسته‌ای کرومل (به آلمانی: Kernkraftwerk Krümmel) یک نیروگاه هسته‌ای در آلمان است که در گیزتاخت واقع شده‌است.